# Takifugu coronoidus
Takifugu coronoidus es una especie de peces de la familia Tetraodontidae en el orden de los Tetraodontiformes.

## Hábitat
Es un pez demersal y de clima templado.

## Distribución geográfica
Se encuentra en la China.

## Observaciones
Es inofensivo para los humanos.